# Begonia grandis
Espèce
Synonymes
- Begonia bulbifera H.Vilm.[1]
- Begonia discolor R.Br.[1]
- Begonia erubescens H.Lév.[1]
- Begonia grandis subsp. evansiana (Andrews) Irmsch.[1]
- Begonia martini H.Lév.[1]
- Begonia obliqua Thunb.[1]
- Begonia sinensis var. haemaloneura Franch. ex Gagnep.[1]
- Diploclinium evansianum (Andrews) Lindl.[1]
- Knesebeckia discolor (R.Br.) Klotzsch[1]
- Platycentrum discolor (R.Br.) Miq.[1]

Begonia grandis est une espèce de plantes herbacées vivaces de la famille de la famille des Begoniaceae. Ce bégonia est originaire des sous-bois d'Asie orientale tempérée (Chine, Japon). L'espèce fait partie de la section Diploclinium ; elle a été décrite en 1791 par le botaniste suédois Jonas Carlsson Dryander (1748-1810). L'épithète spécifique, grandis, signifie « imposant, grandiose ».

## Description
Cette plante produit en automne des bulbilles à l'aisselle de ses tiges qui lui permettent d'accélérer sa dissémination.
Il existe de nombreuses sous-espèces et formes de cette espèce rustique, dont une variété à fleurs blanches : Begonia grandis var. alba. En france la plus connue est Begonia grandis ssp. evansiana.

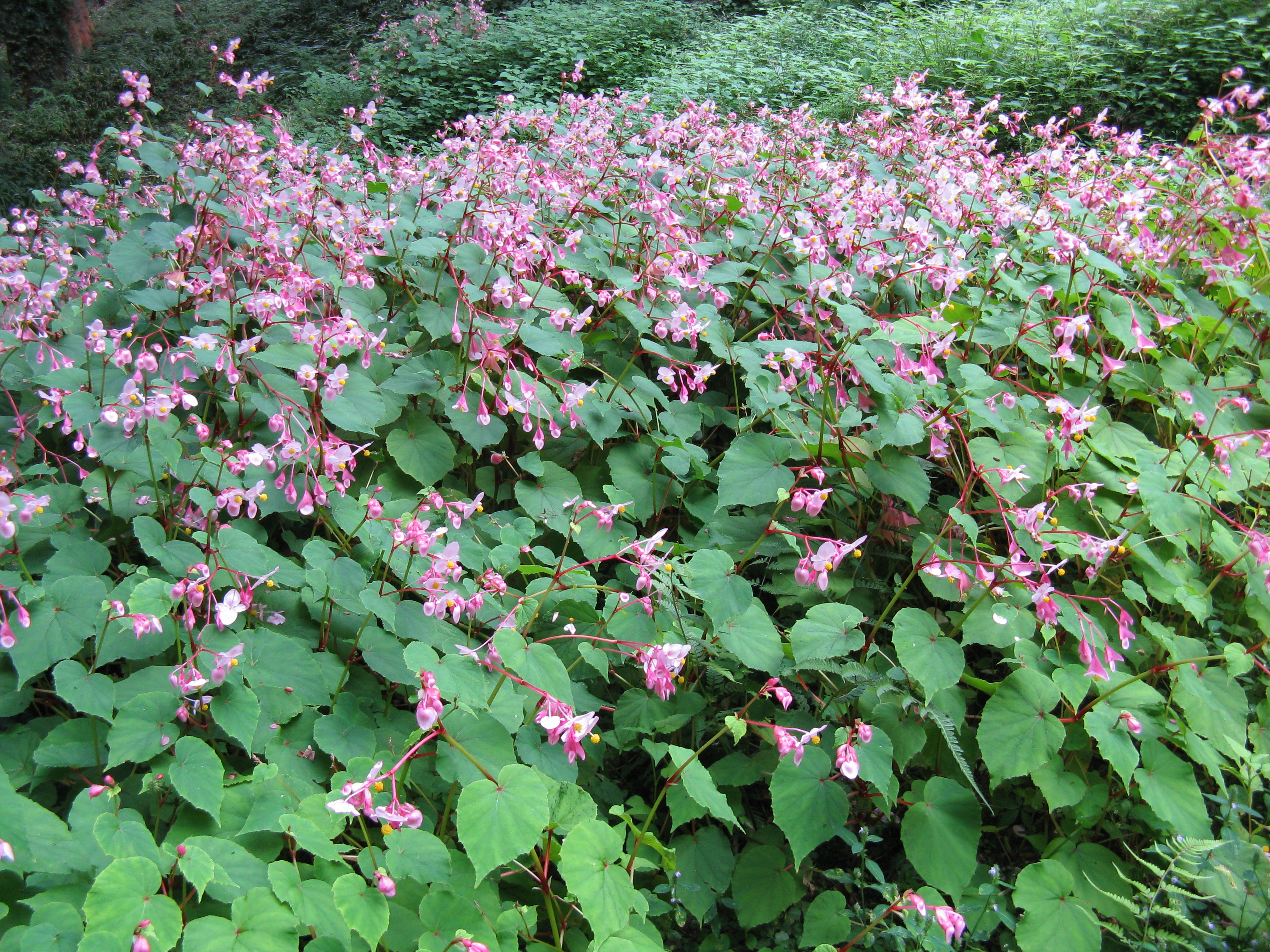
Vue d'ensemble
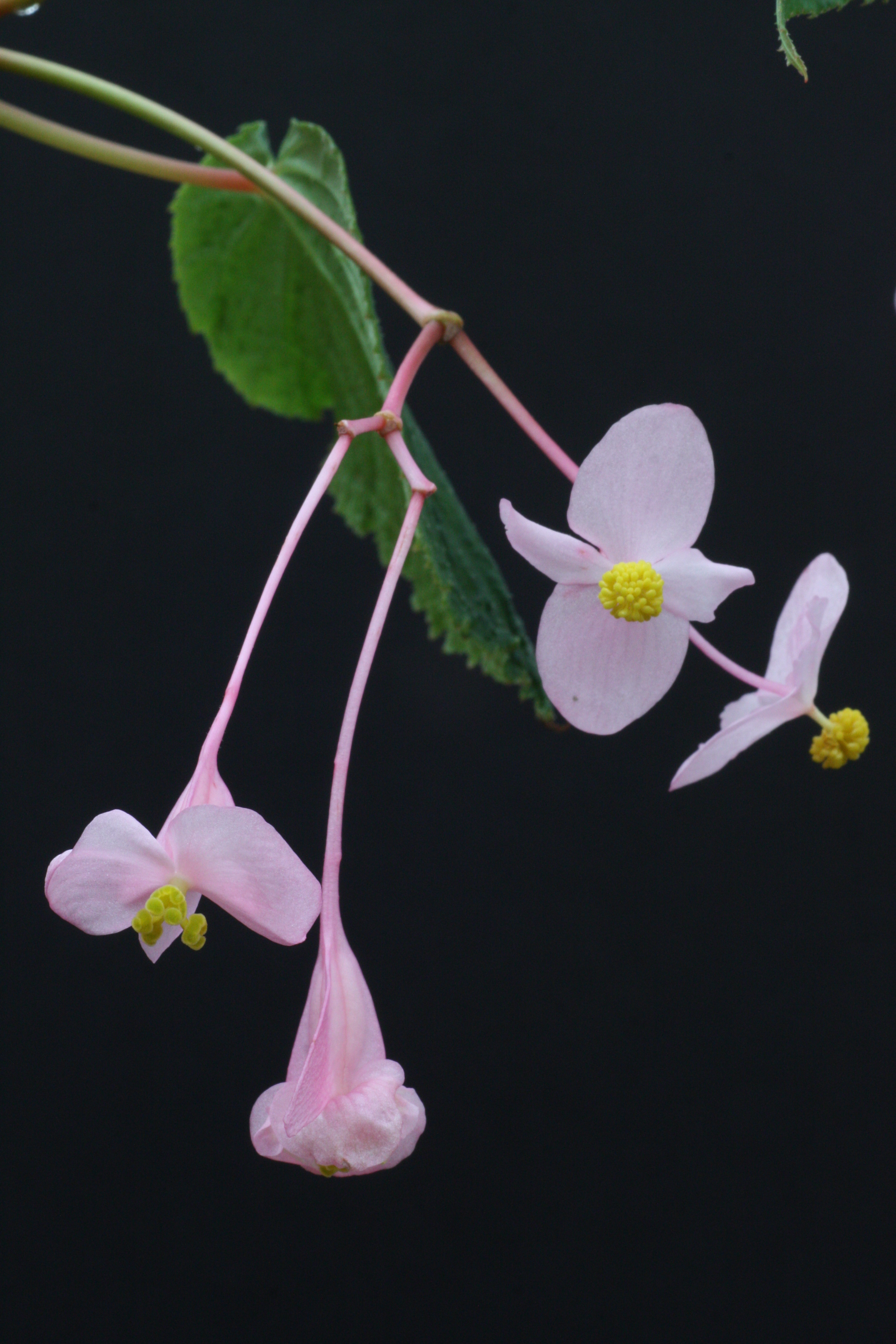
Fleurs femelles (gauche) et mâles (droite)
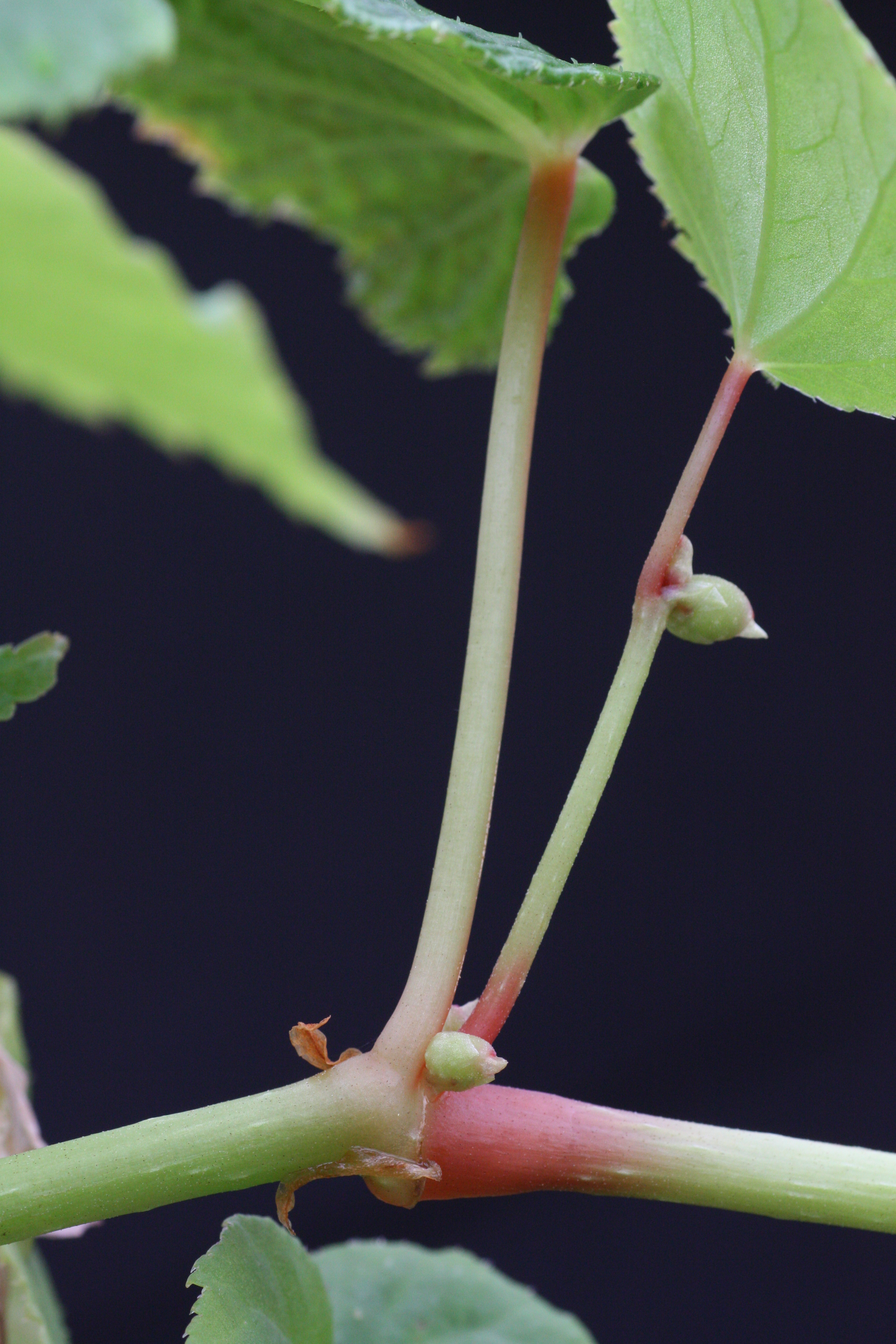
Tige et bulbilles
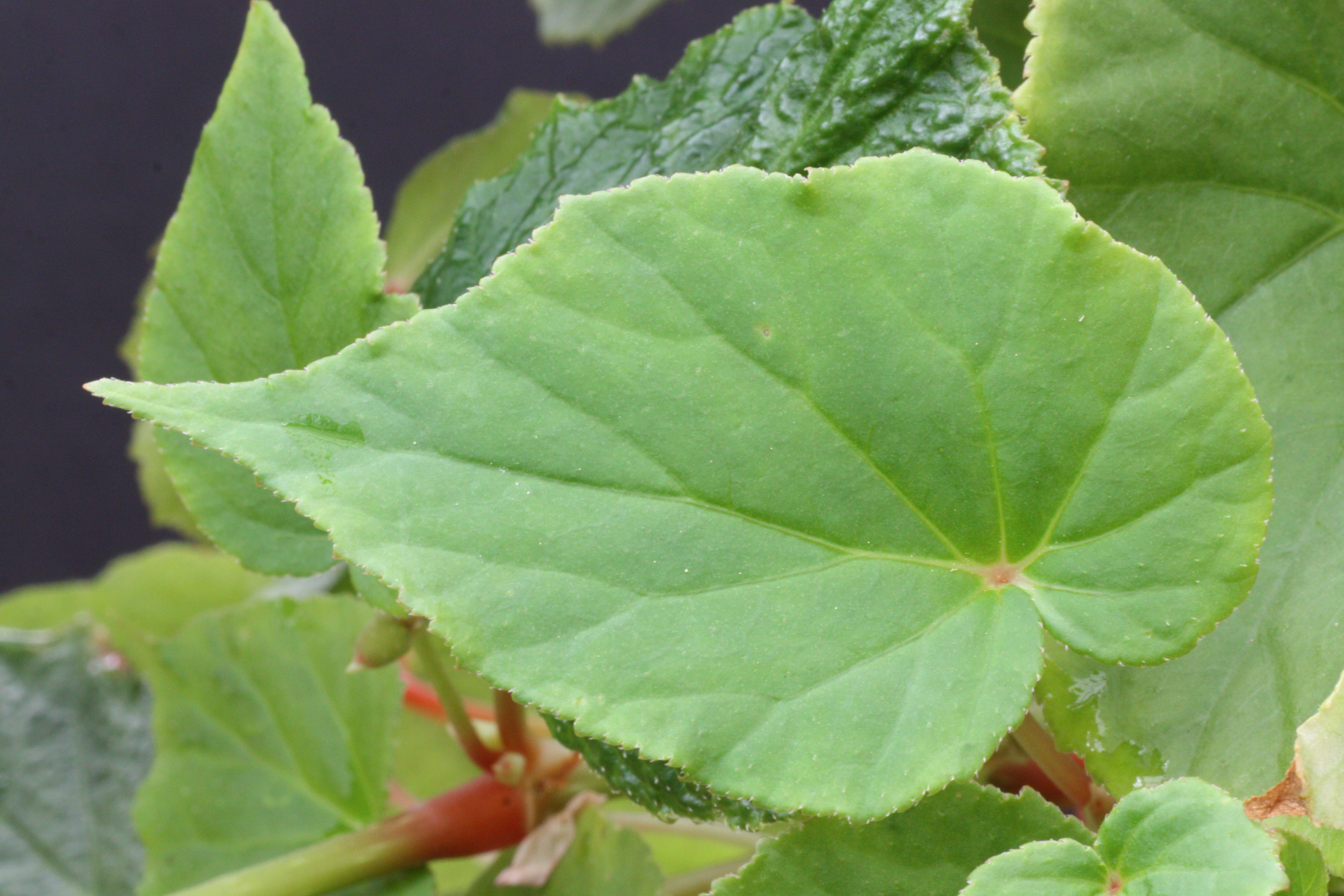
Feuille (face)
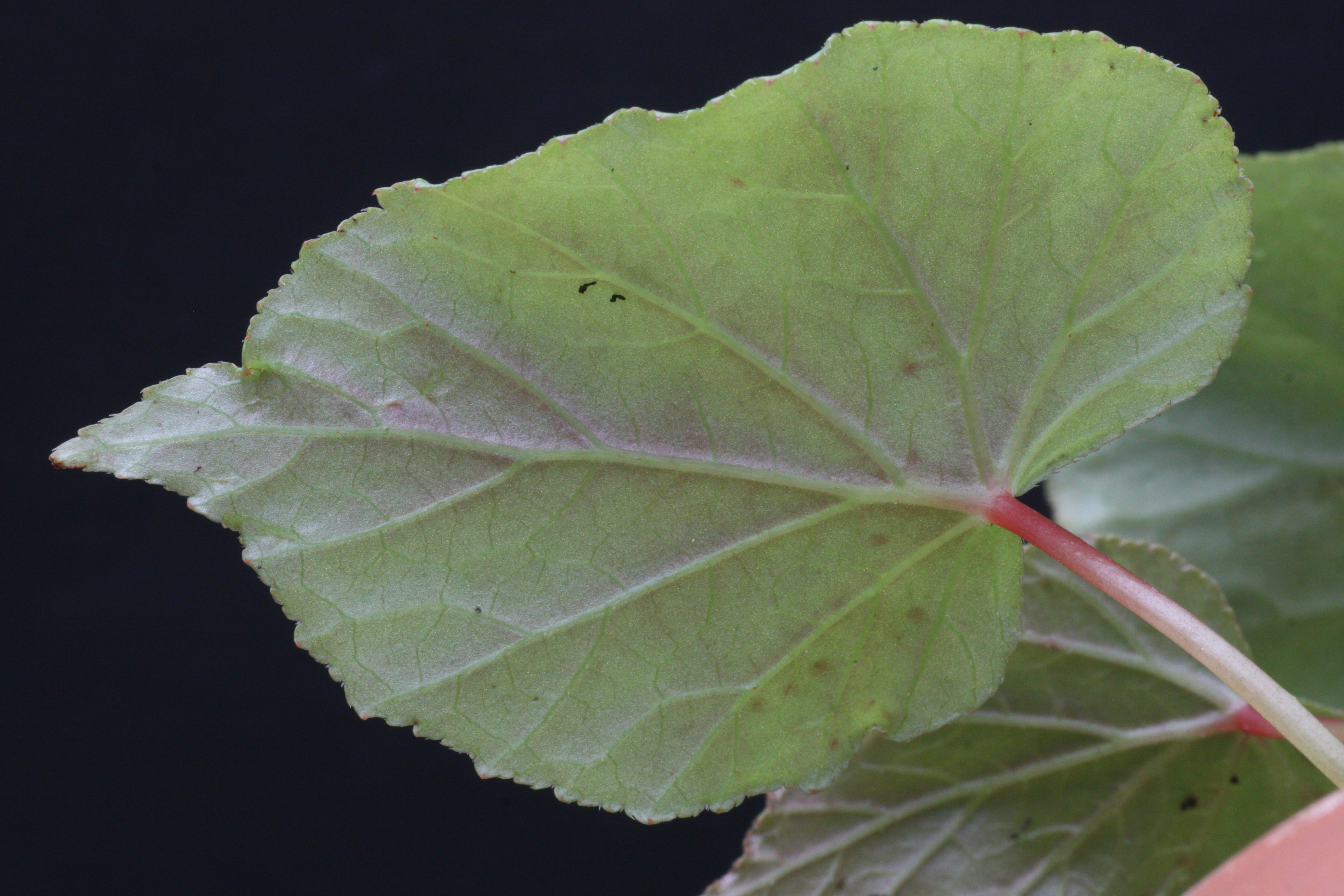
Feuille (revers)

## Liste des sous-espèces et variétés
Selon World Checklist of Selected Plant Families (WCSP) (27 octobre 2016) :

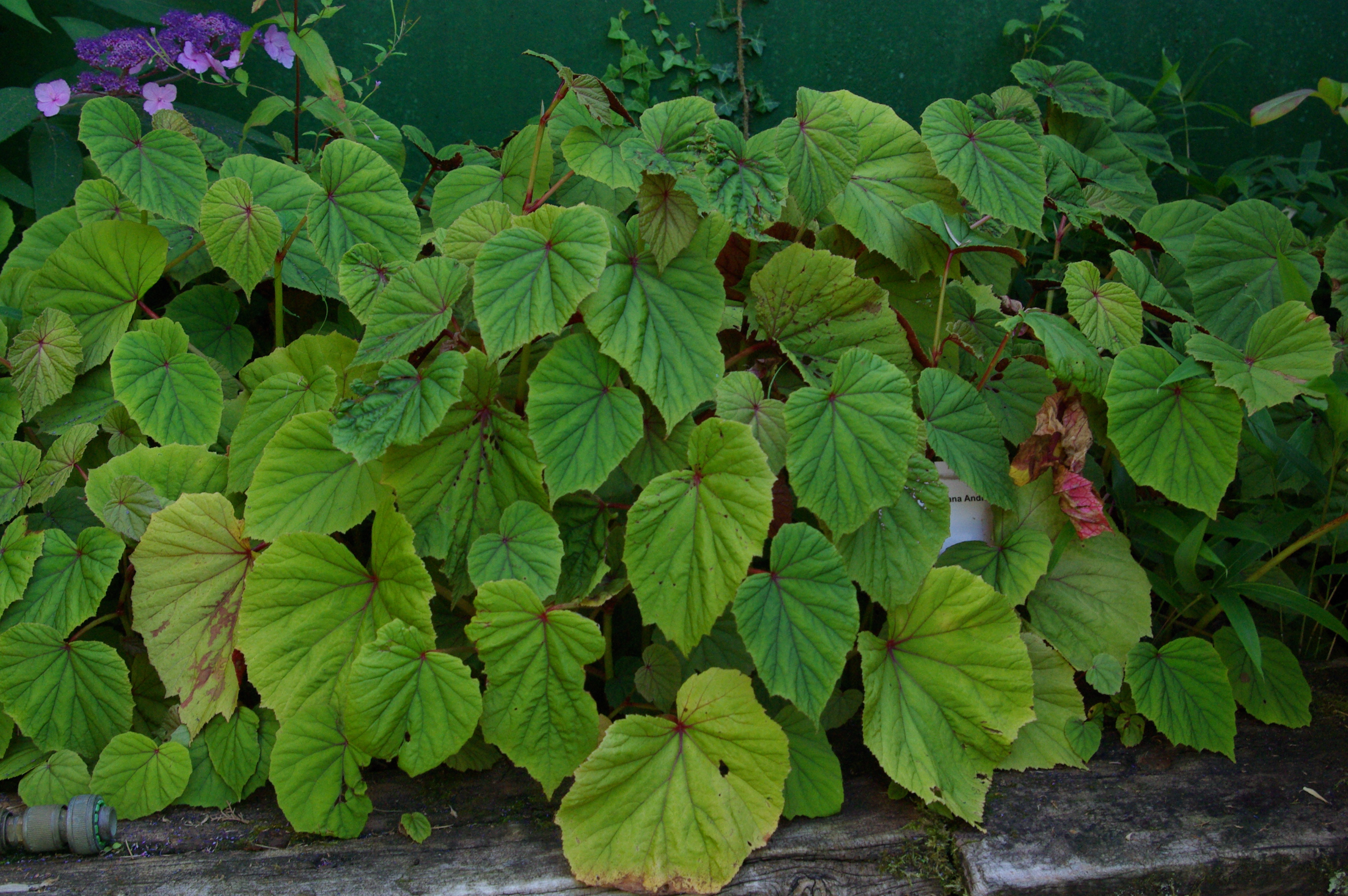
Begonia evansiana (syn de Begonia grandis subsp. evansiana), cultivé au Conservatoire botanique national de Brest

- sous-espèce Begonia grandis subsp. grandis
- sous-espèce Begonia grandis subsp. holostyla Irmsch. (1939)
  - variété Begonia grandis var. puberula Irmsch. (1939)
- sous-espèce Begonia grandis subsp. sinensis (A.DC.) Irmsch. (1939)
  - variété Begonia grandis var. unialata Irmsch. (1939)

Selon Tropicos (27 octobre 2016) (Attention liste brute contenant possiblement des synonymes) :
- sous-espèce Begonia grandis subsp. evansiana (C. Andrews) Irmsch.
- sous-espèce Begonia grandis subsp. grandis
- sous-espèce Begonia grandis subsp. holostyla Irmsch.
- sous-espèce Begonia grandis subsp. sinensis (A. DC.) Irmsch.
- variété Begonia grandis var. puberula Irmsch.
- variété Begonia grandis var. simsii Irmsch.
- variété Begonia grandis var. unialata Irmsch.
- variété Begonia grandis var. villosa T.C. Ku

## Culture
- Culture : Fiche Begonia vivace sur le site de la SNHF.